# Thryssa setirostris
Thryssa setirostris är en fiskart som först beskrevs av Pierre Marie Auguste Broussonet 1782.  Thryssa setirostris ingår i släktet Thryssa och familjen Engraulidae. Inga underarter finns listade i Catalogue of Life.